# ホテル・レニングラード
ホテル・レニングラード（露: Гости́ница Ленингра́дская, 英: Hilton Moscow Leningradskaya）は、ロシアの首都モスクワにあるホテル。ホテル・レニングラードは、1950年代にモスクワに建造された7棟のスターリン様式（スターリン・ゴシック様式）の摩天楼（いわゆるセブン・シスターズ）の一つ。

## 概要
1949年から1952年まで工事が行われ1953年完成。17階建て、136メートルでセブン・シスターズの中では一番低い。部屋数329室。
モスクワ市内コムソモーリスカヤ広場（en:Komsomolskaya Square (Moscow)）の北東部に面し、同広場のレニングラーツキー駅、カザンスキー駅、ヤロスラフスキー駅の建築と調和している。また、鉄道駅に近い関係で鉄道利用客が多い。
ホテルは花崗岩や大理石をふんだんに使った重厚な内外装が特徴で、ファザードには上述した3駅の異なる建築様式を取り入れている。ホテルに入ると同時に、金のアクセントと手彫りの木の天井が、訪問する人々に感銘を与える。
ロビーは、ロシア・アンピール様式で美しい黒い花崗岩の列柱、銅像、華やかなシャンデリアと家具で飾られている。階段の照明は、かつて世界最長の照明器具で、ギネスブックにも掲載されていた。上階のホールと廊下は、暗褐色の桜の木のパネルで覆われている。照明器具や扉の装飾、細部はゴシック様式で統一されている。客室からはモスクワ市街が一望できる。
ホテル・レニングラードには、レストラン、バー、ラウンジ、カジノ、カフェ、ビリヤード室、美容室、郵便局、両替所、ギフトショップ、ヘルスセンター、会議場とビジネスセンターを含む施設がそろっている。

## 現在
ホテルは数百万ドルの費用を掛けてリフォームした後、ヒルトングループの傘下に入った。